# Bedingungslose Kapitulation der Wehrmacht

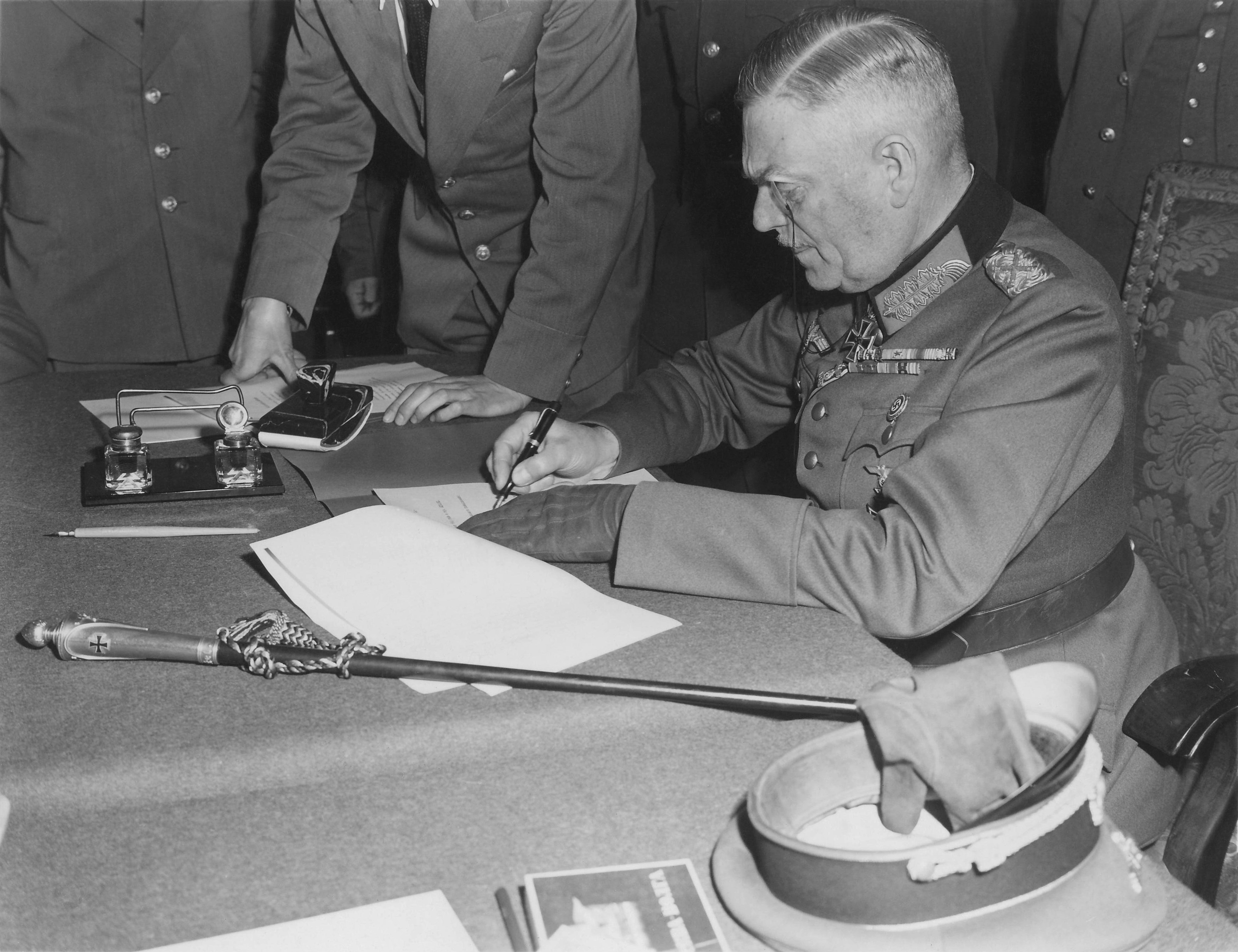
Generalfeldmarschall Wilhelm Keitel, Chef des Oberkommandos der Wehrmacht, unterzeichnet die zweite, ratifizierende Kapitulationsurkunde am 8./9. Mai 1945 in Berlin-Karlshorst.

Die bedingungslose Kapitulation der deutschen Wehrmacht vom Mai 1945 war eine von der NS-Staatsführung autorisierte Erklärung gegenüber den Alliierten am Ende des Zweiten Weltkriegs in Europa. Sie enthielt die Zusage, die Kampfhandlungen gegenüber den alliierten Streitkräften zu beenden. Die Kapitulation wurde nach erfolglosen Verhandlungsversuchen der deutschen Seite vom 6. Mai in der Nacht zum 7. Mai 1945 im Obersten Hauptquartier der Alliierten Expeditionsstreitkräfte in Reims unterzeichnet und trat zum vereinbarten Zeitpunkt am 8. Mai in Kraft. Sie bedeutete das „Ende der militärischen Feindseligkeiten zwischen den kriegführenden Parteien“, also dem nationalsozialistischen Deutschen Reich und den Alliierten, und führte zum Kriegsende an allen Fronten. Um die Unterzeichnung der Kapitulation auch durch den Chef des Oberkommandos der Wehrmacht, Wilhelm Keitel, und die Oberbefehlshaber der deutschen Kriegsmarine und Luftwaffe sicherzustellen, wurde deren „formale Ratifizierung“ vereinbart. Die aus dem Sonderbereich Mürwik eingeflogene deutsche Delegation unterzeichnete die Kapitulationsurkunde daher erneut am 8./9. Mai im Hauptquartier der Roten Armee in Berlin-Karlshorst.
Auch wenn einzelne deutsche Verbände die Kampfhandlungen gegen sowjetische Truppen noch einige Tage fortsetzten, markiert der 8. Mai die Beseitigung der nationalsozialistischen Gewaltherrschaft von außen. Der militärische Sieg der Alliierten war die Voraussetzung, dass Millionen von den Deutschen verfolgter Menschen befreit werden konnten. Der politische, wirtschaftliche und moralische Zusammenbruch bedeutete das Ende des bisherigen politischen Systems in Deutschland. Die vier Hauptsiegermächte übernahmen mit der Berliner Erklärung vom 5. Juni 1945 die oberste Regierungsgewalt in Deutschland. Zusammen mit der militärischen Kapitulation, deren politische Konsequenz sie war, bildete diese Erklärung die Grundlage für den Viermächte-Status, nach dem die Alliierten bis zur deutschen Wiedervereinigung am 3. Oktober 1990 für „Deutschland als Ganzes“ verantwortlich blieben.

## Forderung nach einer bedingungslosen Kapitulation
Die Forderung nach einer bedingungslosen Kapitulation (englisch unconditional surrender) der Achsenmächte wurde von den Westalliierten auf der Konferenz von Casablanca zu Beginn des Jahres 1943 erhoben: Ein Sieg der Alliierten über Deutschland schien am ehesten durch ein Auseinanderbrechen der Anti-Hitler-Koalition zwischen den Westalliierten einerseits und der Sowjetunion andererseits gefährdet. US-Präsident Franklin D. Roosevelts Verständnis dieser „unconditional surrender“ war nicht als Zerstückelung Deutschlands und seiner Bevölkerung gemeint; es war zunächst selbstverständlich für seine Konzeption sowjetisch-amerikanischer Zusammenarbeit in Mitteleuropa, dass „Deutschland nach der bedingungslosen Kapitulation als Einheit weiterbesteht und Berlin als Symbol alliierter Gemeinsamkeit besetzt und verwaltet wird“.
Da eine bedingungslose Kapitulation Waffenstillstandsverhandlungen und Teilkapitulationen ausschloss, bewies dies der Sowjetunion, dass die Westalliierten bereit waren, den Krieg gegen Deutschland unter allen Umständen weiter an ihrer Seite zu führen. Die Sowjetunion schloss sich dieser Forderung an. Unter Verweis auf diese Maximalforderung sprach das Reichsministerium für Volksaufklärung und Propaganda von einem „Vernichtungskrieg gegen Deutschland“ und versuchte damit, den Verteidigungswillen in der Bevölkerung zu stärken.

## Entstehung der Kapitulationserklärung
Über eine Kapitulationsurkunde, die von der Europäischen Beratenden Kommission (EAC) vorbereitet worden war, wurde auf der Jalta-Konferenz vom Februar 1945 beraten. Hier wurde beschlossen, in die Kapitulationsbedingungen zusätzlich aufzunehmen, dass die Alliierten die oberste Regierungsgewalt in Deutschland übernehmen würden. In den Entwurf der Kapitulationsurkunde wurde eingefügt, dass sie die erforderlichen Schritte unternehmen würden, um den zukünftigen Frieden und die Sicherheit zu gewährleisten, darunter auch die Entwaffnung, Entmilitarisierung und Aufteilung Deutschlands.
Die Frage, ob Deutschland als politische Einheit erhalten bleiben sollte oder nicht, wurde erörtert, blieb aber ohne konkrete Ergebnisse. Zwar lag ein von der EAC ausgearbeitetes Protokoll über die künftigen Besatzungszonen vor, ein konkreter Plan, wie die Aufteilung Deutschlands vorgenommen werden sollte, war damit aber nicht verbunden. Um Verfahren für eine Zerstückelung Deutschlands zu untersuchen, bildeten die Drei Mächte den „Ausschuss für die deutsche Teilungsfrage“ (Dismemberment Commitee) unter Vorsitz des britischen Außenministers Anthony Eden, neben den amerikanischen und sowjetischen Botschaftern John G. Winant und Fjodor Gussew. Ob ein Vertreter Frankreichs hinzugezogen werden sollte, sollten sie selbst abwägen.
Die Aufteilung Deutschlands wurde von diesem in London angesiedelten Gremium kontrovers diskutiert. Einen Beschluss konnte es deswegen bis zur Kapitulation der Wehrmacht nicht mehr fassen, so dass keine abgestimmte Kapitulationsurkunde ausgefertigt werden konnte. Aus diesem Grund wurde vom Hauptquartier Eisenhowers im letzten Augenblick ein anderer Text improvisiert. Darin war zwar nicht von einer Aufteilung Deutschlands die Rede, aber es wurde als politischer Vorbehalt eine Ziffer 4 aufgenommen. Diese besagte, dass an die Stelle dieser Kapitulationserklärung andere allgemeine Kapitulationsbedingungen treten könnten, die von den Vereinten Nationen und in deren Namen Deutschland auferlegt werden könnten. Als „Vereinte Nationen“ hatten sich bereits vor Unterzeichnung der Charta der Vereinten Nationen die Völker bezeichnet, die sich gegen Deutschland, Italien, Japan und die von ihnen abhängigen Staaten verbündet hatten.
Konsequent erklärte Frankreich am 1. Mai 1945 seinen Beitritt nur zur ursprünglichen Fassung des Entwurfs der Unconditional Surrender of Germany ohne die Zerstückelungsklausel.

## Teilkapitulationen
Nachdem die Rote Armee in der Schlacht um Berlin den Angriff auf das Regierungsviertel begonnen hatte, beging Adolf Hitler, der jegliche Art von Kapitulation abgelehnt hatte, am 30. April 1945 im Bunker der Reichskanzlei Suizid. Zuvor hatte er in seinem politischen Testament die Nachfolgeregierung unter Karl Dönitz eingesetzt, die ihr Hauptquartier im Sonderbereich Mürwik bei Flensburg hatte. Dies war für die meisten Deutschen aber ohne Belang, da der größte Teil des Reichsgebiets bereits von den Truppen der späteren Siegermächte besetzt war. Dönitz versuchte, mit den Westmächten über regionale Teilkapitulationen zu verhandeln, die es erlauben sollten, Soldaten aus dem Osten in deren Kriegsgefangenschaft gelangen zu lassen, während an der Ostfront weiter gekämpft werden sollte. Zu diesem Zweck sollte die Elbe-Linie unter allen Umständen gegen die Rote Armee gehalten werden.

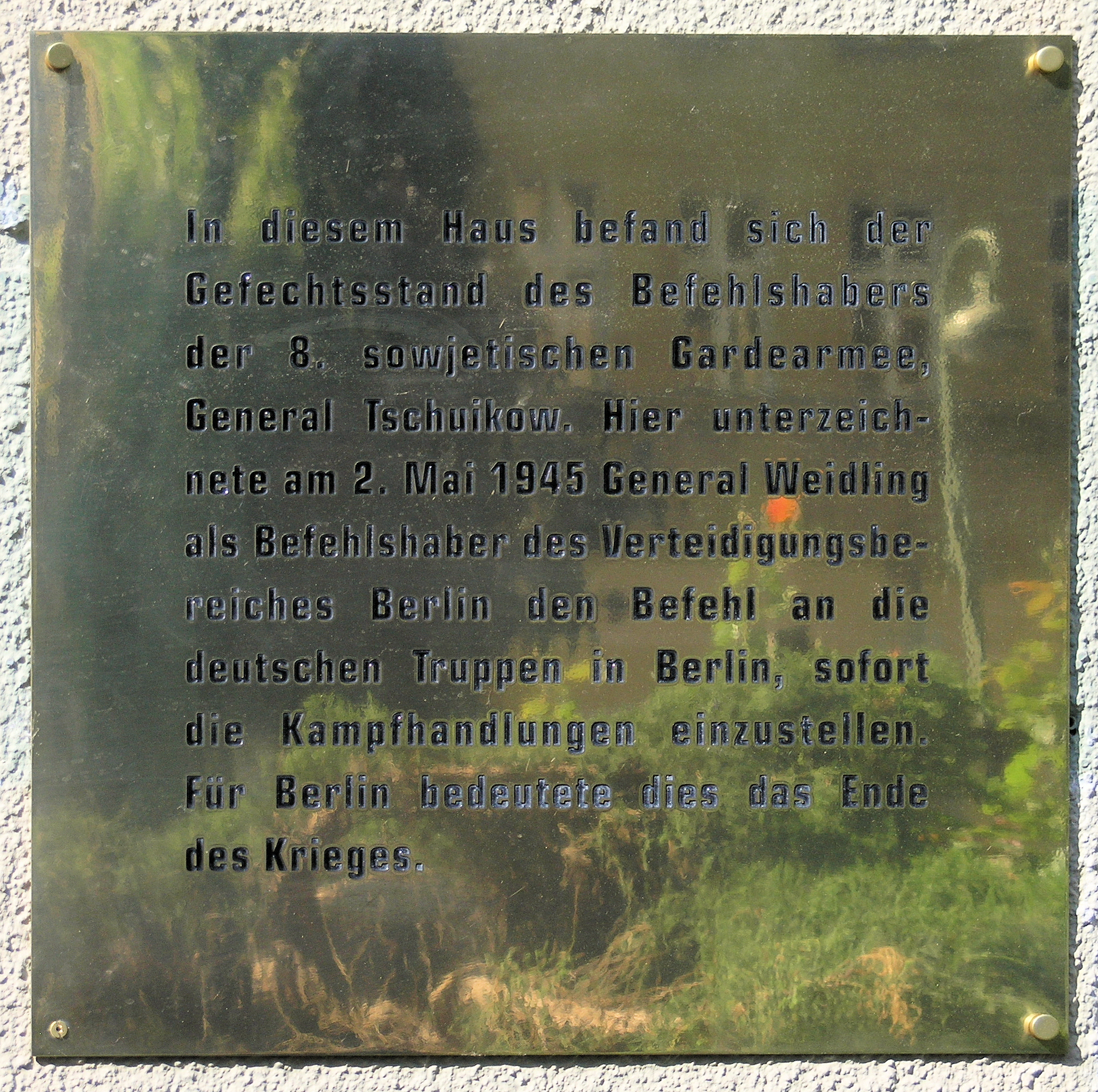
Gedenktafel zur Teilkapitulation am Haus Schulenburgring 2 in Berlin-Tempelhof

Die deutschen Truppen im zur „Festung“ erklärten Berlin kapitulierten am 2. Mai 1945 auf Befehl des Kampfkommandanten General Helmuth Weidling gegenüber den sowjetischen Streitkräften.

### Italien
Verhandlungen über eine Teilkapitulation in Italien fanden ab Februar 1945 hinter Hitlers Rücken statt (→ Operation Sunrise). An ihnen waren unter anderem der Höchste SS- und Polizeiführer (HöSSPF) in Italien und zugleich SS-Obergruppenführer, Karl Wolff, und der amerikanische OSS-Resident in Bern, Allen Welsh Dulles, beteiligt. Die bedingungslose Kapitulation für die in Italien stehenden Verbände, die am 29. April in Caserta seitens der Wehrmacht durch einen Bevollmächtigten des Oberbefehlshabers Südwest, Generaloberst Heinrich von Vietinghoff, und für die SS und die Truppen der Italienischen Sozialrepublik durch einen Bevollmächtigten des SS-Obergruppenführers Wolff und des italienischen Oberbefehlshabers Rodolfo Graziani unterzeichnet wurde, trat am 2. Mai in Kraft. Dönitz erfuhr von dieser Teilkapitulation in der Nacht vom 1. zum 2. Mai und beschloss daraufhin, auch an der Westfront mit den Alliierten eine Teilkapitulation zu suchen.

### Nordwestdeutschland, Dänemark und Niederlande

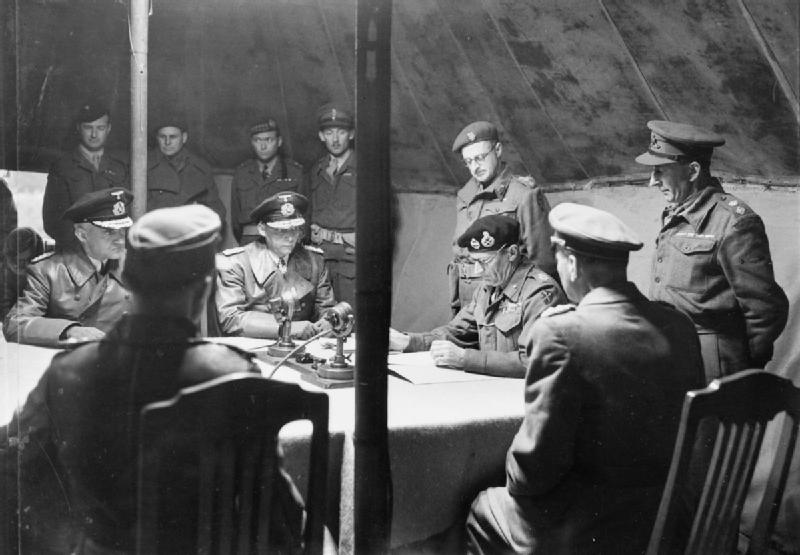
Generaladmiral von Friedeburg und Feldmarschall Bernard Montgomery am 4. Mai 1945 bei der Unterzeichnung der Kapitulationserklärung.

Zu diesem Zweck wurde eine Delegation unter dem Vorsitz des neuen Oberbefehlshabers der Kriegsmarine, Generaladmiral Hans-Georg von Friedeburg, am 3. Mai zum Hauptquartier des Oberbefehlshabers der 21st Army Group, des Briten Bernard Montgomery, auf dem Timeloberg nahe Wendisch Evern bei Lüneburg entsandt. Montgomery verlangte die Kapitulation sämtlicher deutscher Verbände in Nordwestdeutschland, Dänemark und den Niederlanden, was von der Regierung Dönitz akzeptiert wurde. Die am 4. Mai unterzeichnete Teilkapitulation trat am 5. Mai um 8:00 Uhr in Kraft.
In den Niederlanden war am 2. Mai 1945 der Waffenstillstand von Achterveld in Kraft getreten, der die Versorgung der Bevölkerung nach dem Hongerwinter durch die Alliierten ermöglichte. Am 5. Mai verhandelten der kanadische General Charles Foulkes und der deutsche Oberbefehlshaber Johannes Blaskowitz im Beisein von Prinz Bernhard als Kommandant der Binnenlandse Strijdkrachten in den Ruinen des weitgehend zerbombten Hotel de Wereld in Wageningen über die Kapitulation der Wehrmachtseinheiten in dem noch besetzten Teil der Niederlande. Blaskowitz erbat sich 24 Stunden Bedenkzeit. Am 6. Mai wurden die vorbereiteten Kapitulationsbedingungen für das Gebiet des „Reichskommissariats Niederlande“ in der nahe dem Hotel gelegenen Aula der Landbauhochschule unterzeichnet. In den heutigen Niederlanden ist der 5. Mai (Bevrijdingsdag) gesetzlicher Feiertag.

### Süddeutschland
Ebenfalls am 3. Mai hatte Reichspräsident Karl Dönitz das Ersuchen des Oberbefehlshabers im Südraum, Generalfeldmarschall Albert Kesselring, mit den Amerikanern über eine Teilkapitulation verhandeln zu dürfen, genehmigt. Die Heeresgruppe G unter General Friedrich Schulz kapitulierte am 5. Mai in Haar bei München gegenüber der 7. US-Armee mit Wirkung zum 6. Mai mittags.

## Verhandlungen in Reims
Das Ansinnen der deutschen Delegation, bestehend aus Generaloberst Alfred Jodl, Generaladmiral Hans-Georg von Friedeburg und Major i. G. Wilhelm Oxenius, die sich am 6. Mai 1945 in das Hauptquartier der westlichen alliierten Streitkräfte (SHAEF), untergebracht in den Gebäuden des heutigen Lycée Franklin Roosevelt im französischen Reims, begeben hatten, über eine Teilkapitulation nur gegenüber den westlichen Alliierten zu verhandeln, wurde von SHAEF-Kommandeur Dwight D. Eisenhower zurückgewiesen. Er war, entsprechend den gemeinsam getroffenen Vereinbarungen der Alliierten in der Konferenz von Jalta, nicht bereit, auf die Gesamtkapitulation auch gegenüber dem sowjetischen Oberkommando zu verzichten, und drohte am 7. Mai, widrigenfalls die Bombardierung Deutschlands fortzusetzen.

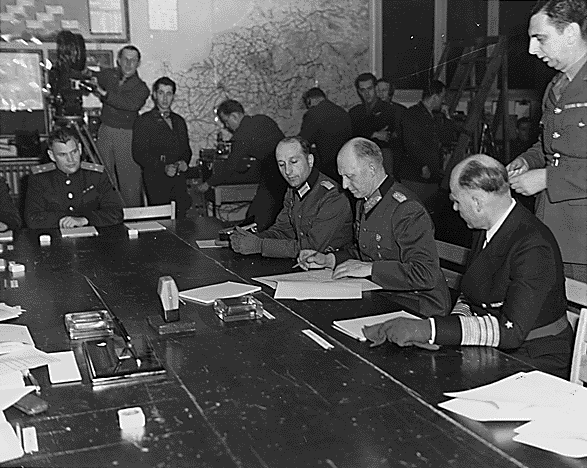
Generaloberst Alfred Jodl beim Unterzeichnen der Gesamtkapitulation in Reims, die tags darauf ratifiziert wurde.

Daraufhin beauftragte und autorisierte Dönitz Generaloberst Jodl, den Chef des Wehrmachtführungsstabes, der ursprünglich nur zum „Abschluss eines Waffenstillstandsabkommens mit dem Hauptquartier des Generals Eisenhower“ bevollmächtigt war, per Funk zur Unterzeichnung einer bedingungslosen Kapitulation aller deutschen Truppen. Dies geschah am 7. Mai in der Zeit von 2:39 bis 2:41 Uhr. Der Reichssender Flensburg verkündete mit einer Ansprache durch Lutz von Schwerin-Krosigk am 7. Mai um 12:45 Uhr zum ersten Mal von deutscher Seite her das Ende des Zweiten Weltkrieges auf dem europäischen Kontinent. Die bedingungslose Kapitulation trat für alle Fronten am 8. Mai um 23:01 Uhr mitteleuropäischer Zeit in Kraft. Dieses Datum, an dem der Krieg in Europa beendet war, wurde als VE-Day (Victory in Europe-Day) begangen.
Für das SHAEF unterzeichnete Eisenhowers Stabschef General Walter Bedell Smith, für das sowjetische Oberkommando Generalmajor Iwan Susloparow sowie als Zeuge der Generalmajor der französischen Armee François Sevez.
Das in Reims unterzeichnete Dokument entsprach nicht der Version, die die European Advisory Commission erarbeitet und den Regierungen der Alliierten vorgelegt hatte. Dort war noch vorgesehen, dass Deutschland alle politischen, administrativen und wirtschaftlichen Hoheitsrechte im Rahmen der Kapitulation an die vier Hauptsiegermächte abgeben sollte. Die Kapitulationsurkunde, die stattdessen zur Anwendung kam, regelte ausschließlich militärische Angelegenheiten. Ihre Formulierung geschah im Reimser Hauptquartier durch Bedell Smith in Anlehnung an den Text der Teilkapitulation für Italien in Caserta. Die offizielle Übernahme der Regierungsgewalt auf dem Gebiet des Deutschen Reichs durch die Alliierten erfolgte damit erst einen Monat später durch die Berliner Erklärung. In diesem Dokument wird die Kapitulationserklärung der Wehrmacht als Grundlage dafür ausgewiesen, dass Deutschland sich von nun an allen Forderungen der Siegermächte zu unterwerfen hatte.
Heute erinnert an die Vorgänge das Musée de la Reddition.

## Ratifikation in Berlin

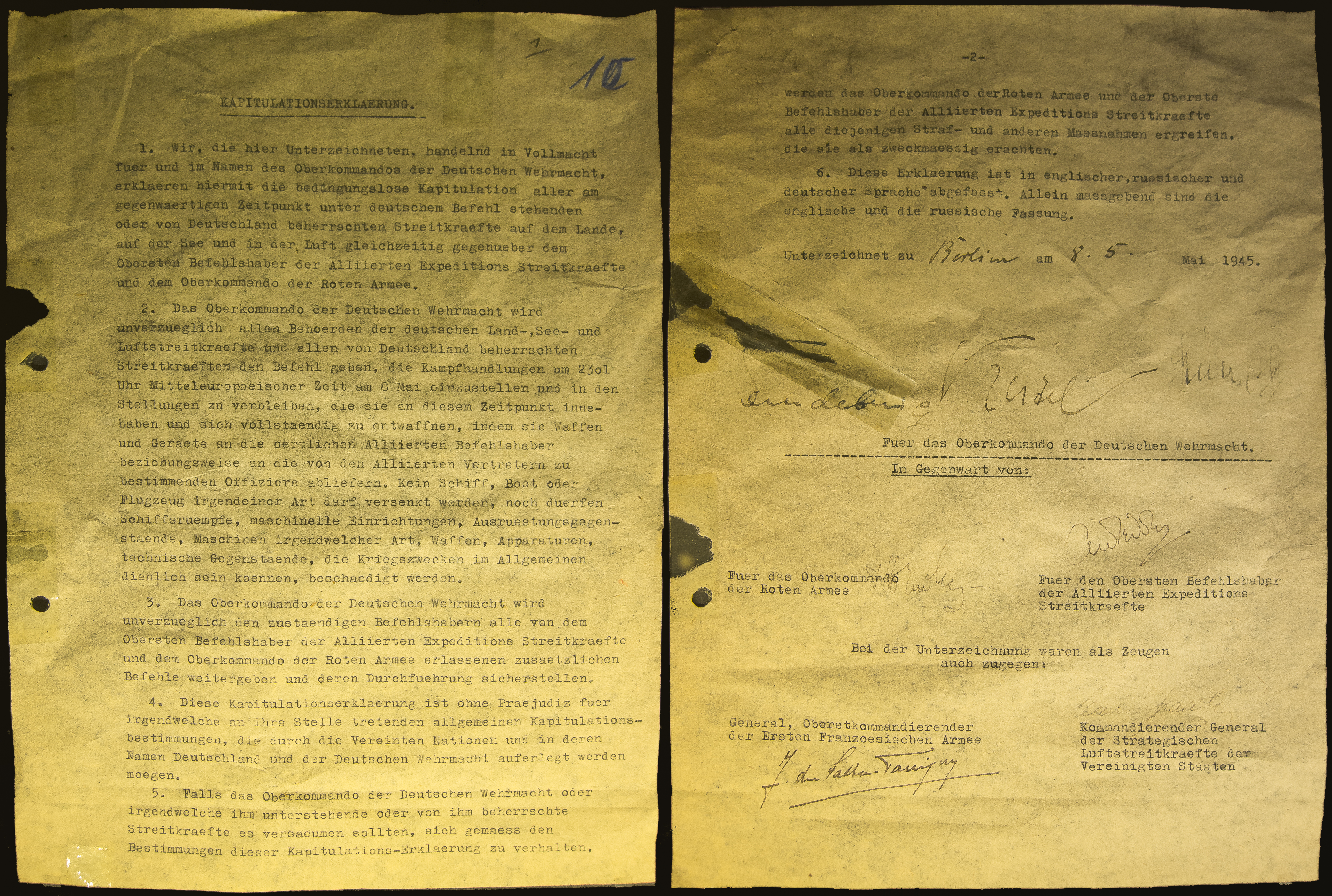
Kapitulationserklärung der Deutschen Wehrmacht, 8. Mai 1945, Berlin-Karlshorst

Bei der Unterzeichnung in Reims am 7. Mai hatte eine Autorisierung des Textes von Seiten Moskaus gefehlt; nach der Unterzeichnung verweigerten die Sowjets die Bestätigung der Unterschrift General Susloparovs. Als Gründe für deren Verweigerung nennen Historiker die Absicht Josef Stalins, mit einer symbolträchtigen öffentlichen Inszenierung der Kapitulation in Berlin das Prestige des Sieges für die Sowjetunion zu reklamieren, sowie die Befürchtung, die Kapitulation würde von den Wehrmachtsverbänden im Osten nicht befolgt werden. Weil die militärische Kapitulation lediglich von Jodl, nicht aber von den Oberkommandierenden der einzelnen Teilstreitkräfte der deutschen Wehrmacht unterzeichnet werden konnte, wurde im Anschluss an die Kapitulation eine zusätzliche Vereinbarung unterzeichnet, die die formelle Ratifizierung dieser Kapitulation durch das Oberkommando der Wehrmacht (OKW) sowie die Oberbefehlshaber von Heer, Luftwaffe und Kriegsmarine vorsah. Dies geschah rückwirkend zum 8. Mai 1945, 23:01 Uhr MEZ durch Unterzeichnung einer weiteren Kapitulationserklärung am 9. Mai um 0:16 Uhr am Sitz des Oberkommandierenden der Roten Armee in Deutschland, Marschall Georgi Konstantinowitsch Schukow, in der bisherigen Pionierschule I in Berlin-Karlshorst, durch Generalfeldmarschall Wilhelm Keitel für das OKW und das Heer, Generaladmiral Hans-Georg von Friedeburg für die Kriegsmarine und Generaloberst Hans-Jürgen Stumpff für die Luftwaffe (als Vertreter des Oberbefehlshabers Generalfeldmarschall Robert Ritter von Greim), alle drei bevollmächtigt durch Dönitz. Für das SHAEF unterzeichnete Luftmarschall Arthur Tedder, für das sowjetische Oberkommando Marschall Schukow; als Zeugen unterschrieben der französische General Lattre de Tassigny sowie US-General Carl Spaatz. Die formale Wiederholung war rechtlich bedeutungslos, wird aber wesentlich häufiger für historische Darstellungen herangezogen als die rechtlich wirksame Kapitulation von Reims. Die Berliner Kapitulationserklärung unterschied sich von der in Reims unterzeichneten nur dadurch, dass sie die deutschen Truppen nicht nur zur Einstellung der Kampfhandlungen, sondern auch zur Ablieferung der Waffen verpflichtete.
Da in der Sowjetunion die Kapitulation erst nach diesem Akt bekanntgegeben wurde und bedingt durch die Zeitverschiebung (siehe Moskauer Zeit) das Inkrafttreten der Kapitulation in Moskau auf den 9. Mai fällt, werden in Russland und anderen postsowjetischen Staaten bis heute die Feierlichkeiten zum Ende des deutsch-sowjetischen Kriegs als „Tag des Sieges“ an diesem Tag begangen.
Dönitz teilte zwar allen Oberbefehlshabern die bedingungslose Gesamtkapitulation mit Wirkung zum 9. Mai, 00:00 Uhr mit. Gleichzeitig befahl er aber den Heeresgruppen, die im Kampf gegen die Rote Armee standen, „was möglich nach Westen zurückzuführen und notfalls durch Sowjets sich durchzuschlagen“, um sich den Westalliierten zu ergeben. In der Folge versuchten einige Verbände und Einheiten, die Übergabe hinauszuzögern oder gar weiterzukämpfen. Eisenhower klagte, dass Verbände der Heeresgruppe Mitte bei ihrer Ausweichbewegung nach Westen weiterkämpften. So kam es am 11. Mai 1945 zur Schlacht bei Sliwitz, 60 Kilometer südwestlich von Prag. Als weiteres Rückzugsgefecht ereignete sich am 14. und 15. Mai 1945 die Schlacht von Poljana an der slowenisch-österreichischen Grenze.

Die Armee Saucken in Ostpreußen kapitulierte erst am 14. Mai, nachdem sie bis dahin entgegen der Kapitulationsbestimmungen und unter sowjetischem Beschuss Abtransporte ins Reich durchgeführt hatte.
Die letzten einsatzfähigen und frei operierenden Einheiten der Wehrmacht streckten wie folgt die Waffen: die U-Boote U 234 Mitte Mai 1945, U 530 im Juli 1945, U 977 im August 1945 sowie der Wettertrupp Haudegen im September 1945. 

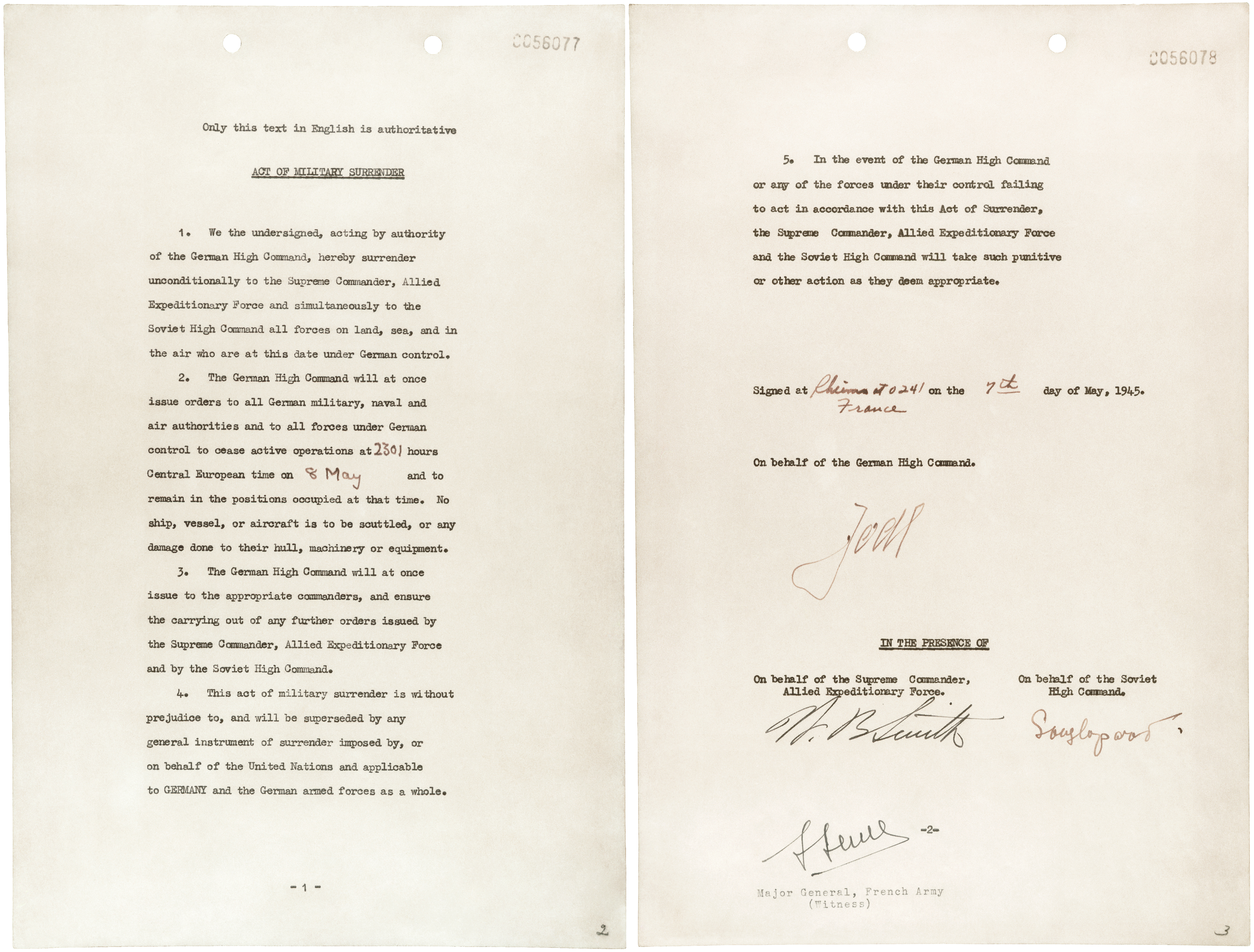
Die Kapitulationsurkunde (ACT OF MILITARY SURRENDER) vom 7. Mai 1945

## Inhalt
In der Kapitulationsurkunde erklärten Friedeburg, Keitel und Stumpff namens des OKW gegenüber dem Oberbefehlshaber der Alliierten Expeditionsstreitkräfte und dem Oberkommando der Roten Armee die bedingungslose Kapitulation aller Land-, See- und Luftstreitkräfte, die derzeit unter deutschem Befehl standen. Das OKW werde ihnen zum 8. Mai, 23:01 Uhr MEZ, die Einstellung aller Kampfhandlungen befehlen, sie hätten in ihren Stellungen zu verbleiben und all ihre Waffen und Geräte an die örtlichen alliierten Befehlshaber beziehungsweise an die von diesen zu bestimmenden Offiziere abzuliefern. Beschädigungen des auszuliefernden Materials wie namentlich die Versenkung von Schiffen oder Flugzeugen waren verboten.
Das OKW sagte zu, Befehle des Oberbefehlshabers der Alliierten Expeditionsstreitkräfte und des Oberkommandos der Roten Armee unverzüglich weiterzugeben und für deren Ausführung zu sorgen. Die militärische Kapitulationserklärung stelle kein Präjudiz „für an ihre Stelle tretende allgemeine Kapitulationsbestimmungen dar, die durch die Vereinten Nationen oder in deren Namen festgesetzt werden und Deutschland und die Deutsche Wehrmacht als Ganzes betreffen werden“. Bei Nichtbefolgung behielten sich das Oberkommando der Roten Armee und der Oberste Befehlshaber der Alliierten Expeditionsstreitkräfte alle zweckmäßigen Strafmaßnahmen oder andere Handlungen vor.
Die Erklärung war in englischer, russischer und deutscher Sprache abgefasst, wobei allein die englische und die russische Ausfertigung maßgebend waren.

## Bedeutung
Den Alliierten war bereits im Vorfeld bewusst, dass sie im Falle der militärischen Besetzung Deutschlands keine handlungsfähige Regierung mehr antreffen würden. Man wollte eine Vorgehensweise finden, mit der Deutschland beziehungsweise das Deutsche Reich nicht abgeschafft oder annektiert, sondern in gemeinsamer Verantwortung der Siegermächte übernommen würde, ohne sich aber dessen finanzielle wie rechtliche Verpflichtungen als Rechtsnachfolger anzueignen. Die rechtstheoretischen Überlegungen für die zuletzt gefundene rechtliche Konstruktion gehen dabei auf Arbeiten Hans Kelsens wie auch des britischen Staatsrechtlers William Malkin zurück.
Eine Kapitulation Deutschlands, d. h. des Deutschen Reichs 1945, fand nach in der Rechtswissenschaft herrschenden Meinung nicht statt (siehe Hauptartikel Rechtslage Deutschlands nach 1945). Insbesondere bezweckte die Kapitulation der Wehrmacht keine Änderung in der Staatlichkeit Deutschlands, sie behielt ihren Rechtscharakter als Kriegsvertrag und völkerrechtliche Vereinbarung rein militärischen Inhalts. Aus ihr waren keine Schlüsse auf die Völkerrechtssubjektivität des Deutschen Reiches nach dem 8. Mai 1945 zu ziehen.
Historiker und Politikwissenschaftler betonen, dass es sich beim „Fortbestand des Deutschen Reichs“ um eine bloße „Rechtsfiktion“ handle. Die juristische Interpretation, das Reich habe lediglich seine „Willens- und Handlungsfähigkeit“ eingebüßt, seine Rechtsfähigkeit bestehe dagegen fort, war nach Manfred Görtemaker „kaum mehr als ein rechtsdogmatisches Denkspiel“. Das Ende des Deutschen Reiches sei mit dem Tod Hitlers und dem Untergang der Reichskanzlei faktisch bereits vor der Kapitulation gekommen, der doppelte Kapitulationsakt sei nur ein „formeller Schlußstein“ gewesen. Für Otwin Massing ist die Theorie, das Reich bestehe nach 1945 in den Grenzen von 1937 fort, eine „neudeutsche Kyffhäuser-Mythe“.
Schon seit Längerem sehen Historiker in der Kapitulation das Ende des Deutschen Reiches. Die Kapitulation betraf zwar zunächst explizit nur die Wehrmacht. Nach dem durch die Verhaftung der Regierung Dönitz am 23. Mai eingeleiteten „staatsrechtlichen Vakuum“ wurde mit der Übernahme der Regierungsgewalt durch die Alliierten am 5. Juni 1945 bzw. dem Potsdamer Abkommen vom 2. August 1945 auch die staatlich-politische Kapitulation Deutschlands vollzogen.

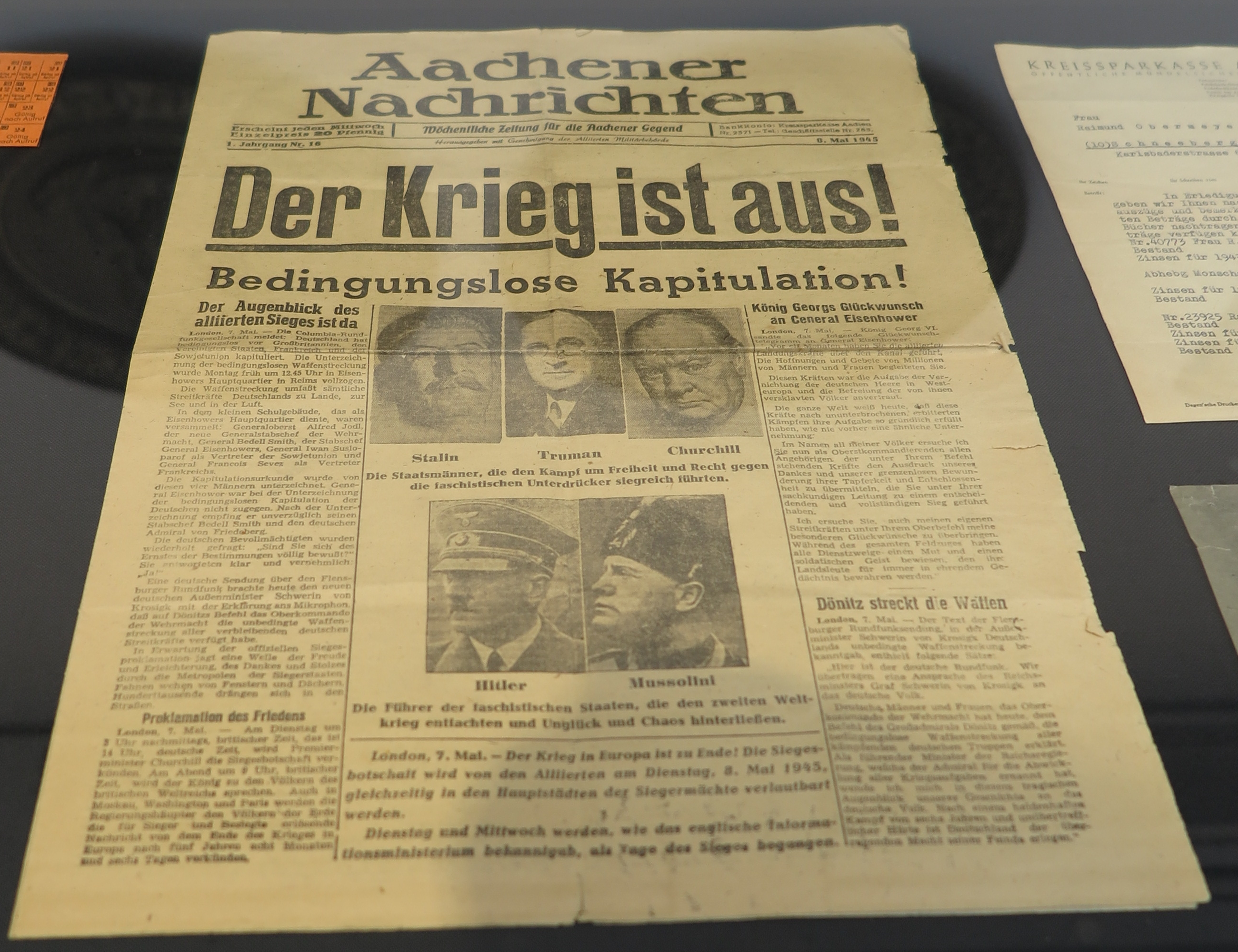
Als erstes freies Blatt – ohne NS-Propaganda – konnten die Aachener Nachrichten mit dem Titel „Der Krieg ist aus!“ die bedingungslose Kapitulation am 8. Mai 1945 vermelden. Außer den Aachener Nachrichten verkündeten von Deutschlands Zeitungen an diesem Tag nur noch die Flensburger Nachrichten die Kapitulation.

Umstritten ist, ob die Kapitulation für die Deutschen eine Niederlage oder eine Befreiung bedeutete oder gar gleichzeitig beides. Der damalige Bundespräsident Richard von Weizsäcker bezeichnete in seiner viel zitierten Rede vom 8. Mai 1985 den Tag der Kapitulation entgegen der bisher üblichen Darstellung als „Tag der Befreiung vom menschenverachtenden System der nationalsozialistischen Gewaltherrschaft“, betonte dabei aber auch die Ambivalenz zwischen gleichzeitiger Vernichtung und Befreiung. Weizsäcker führte weiter aus, dass der 8. Mai „für uns Deutsche kein Tag zum Feiern“ sei, da es hierbei „ganz persönliche und unterschiedliche Erfahrungen“ gab: „Der eine kehrte heim, der andere wurde heimatlos. Dieser wurde befreit, für jenen begann die Gefangenschaft. Viele waren einfach nur dafür dankbar, dass Bombennächte und Angst vorüber und sie mit dem Leben davongekommen waren. Andere empfanden Schmerz über die vollständige Niederlage des eigenen Vaterlandes. Verbittert standen Deutsche vor zerrissenen Illusionen, dankbar andere Deutsche vor dem geschenkten neuen Anfang.“ Nahezu unbeachtet im öffentlichen Diskurs blieb, dass Bundeskanzler Helmut Kohl schon 14 Tage zuvor, am 21. April 1985, in einer im Fernsehen live übertragenen Rede zum 40. Jahrestag der Befreiung des Konzentrationslagers Bergen-Belsen festgestellt hatte: „Der Zusammenbruch der NS-Diktatur am 8. Mai 1945 wurde für die Deutschen ein Tag der Befreiung.“ Zuvor war in offiziellen Verlautbarungen genau das vermieden worden, um sich von der DDR abzugrenzen, die das Datum als „Tag der Befreiung vom Hitlerfaschismus“ beging. Weizsäcker nannte in seiner Ansprache den 30. Januar 1933 als Schlüsseldatum, das den Niedergang des Deutschen Reiches markiert habe und den Beginn einer Gewaltherrschaft, die den Deutschen angetan worden sei.
Diese Deutung ist auf Kritik von Historikern gestoßen: Henning Köhler meint, „nur die Sowjets und ihre kommunistischen Handlanger hatten 1945 die Befreiung und die Befreier bejubelt, die Bevölkerung dagegen den Schock über deren unzählige Verbrechen nicht vergessen.“ Für politisch Verfolgte und noch lebende Juden sei es ein langersehnter Moment der Befreiung gewesen, die Masse der deutschen Bevölkerung vor allem aber darüber erleichtert gewesen, dass der Krieg endlich zu Ende war. Die Kapitulation sei „die umfassendste Niederlage, das größte Debakel der deutschen Geschichte“. Für Richard J. Evans entsteht der Eindruck einer Befreiung erst in der Rückschau, „für die überwältigende Mehrheit der Deutschen brachte der 8. Mai 1945 keine Befreiung“. Auch Hans-Ulrich Wehler hält es für verständlich, „daß die Niederlage mit ihren Folgen aus der Sicht der meisten deutschen Zeitgenossen als deprimierende Katastrophe empfunden wurde“, betont aber gleichzeitig, es sei „unleugbar“, dass „der Mai 1945 eine Befreiung von der nationalsozialistischen Diktatur bedeutete, von der die Deutschen sich selber nicht hatten befreien können“. Der ehemalige Leiter der Gedenkstätte Berlin-Hohenschönhausen Hubertus Knabe mahnt, zwischen Ost- und Westdeutschland zu unterscheiden, da die Bürger der DDR erst ab 1989 die Chance erhalten hätten, eine Demokratie aufzubauen. Stalin habe zwar entscheidend zur Niederlage des Nationalsozialismus beigetragen, den Sieg aber dazu benutzt, seine eigene Diktatur zu errichten. Alexandra Klei, Katrin Stoll und Annika Wienert sehen in Weizsäckers Formulierung eine „Anmaßung, die Befreiung für alle Deutschen zu reklamieren,“ die „nicht nur komplett an der Realität vorbei [geht]. Sie impliziert auch eine falsche Identifikation mit den Ermordeten und Überlebenden der nationalsozialistischen Verfolgungs- und Vernichtungspolitik – bei gleichzeitiger Ausklammerung der wirklichen Täterschaft für diese Politik.“
Die namentlich unter den Zeitgenossen lange verbreitete Deutung des 8. Mai 1945 als „Stunde Null“ wird heute von den meisten Historikern zurückgewiesen. Weder ökonomisch noch politisch und personell habe es eine Tabula rasa gegeben, die den Ausdruck Stunde Null rechtfertigen würde. Er diente nach Ansicht der Philosophin Steffi Hobuß vielmehr dazu, die Kontinuität der Funktionseliten von der NS-Zeit in die Bundesrepublik zu verschleiern: Das Täterkollektiv habe damit so tun wollen, „als sei nun alles anders“. So begann nach der Rundfunkausstrahlung über die Kapitulation am 9. Mai in Deutschland die Nachkriegszeit.
In den angelsächsischen Ländern wird der 8. Mai als „VE Day“ (V-E Day) bezeichnet. Die Abkürzung steht für engl. Victory in Europe Day („Tag des Sieges in Europa“). Dieser Tag war auf dem westlichen der beiden Hauptschauplätze des Kriegs der wichtige Zwischenschritt vor der Kapitulation des verbündeten japanischen Kaiserreichs am 2. September 1945 („V-J Day“, bzw. dessen Bekanntgabe in den USA am 14. August) und damit der weltweiten Beendigung des Krieges.
Laut dem Völkerrechtler Hermann Mosler wurden die Feindseligkeiten gegenüber Deutschland mit der Kapitulation des Oberkommandos der Wehrmacht zwar „endgültig eingestellt“, weil die Wiederaufnahme tatsächlich und rechtlich unmöglich war. Die Vorgänge nach 1945 verdeutlichten: „Die nicht auf die bewaffnete Auseinandersetzung bezüglichen Normen des Kriegszustandes blieben aber aufrechterhalten.“ In den Jahren 1951–1953 wurde der (formal) „fortdauernde teilweise Kriegszustand“ zwischen Deutschland und den meisten alliierten Staaten auch formell beendet, so von vielen Kriegführenden des Zweiten Weltkriegs im Verhältnis zur Bundesrepublik Deutschland. Die Sowjetunion erklärte dies am 25. Januar 1955, die osteuropäischen Staaten folgten diesem Schritt. Der Vertrag zur Regelung aus Krieg und Besatzung entstandener Fragen (Überleitungsvertrag) – der als Teil der Pariser Verträge mit dem „Deutschlandvertrag“ (in der geänderten Fassung) vom 23. Oktober 1954 bis zum 3. Oktober 1990 eine zeitliche und inhaltliche Einheit darstellte – steht im Zusammenhang mit der deutschen Kapitulation von 1945, da er die rechtlichen und politischen Rahmenbedingungen für die Nachkriegsordnung schuf und die Bedingungen für die Wiederherstellung der Souveränität Deutschlands festlegte.

## Aufbewahrungsort

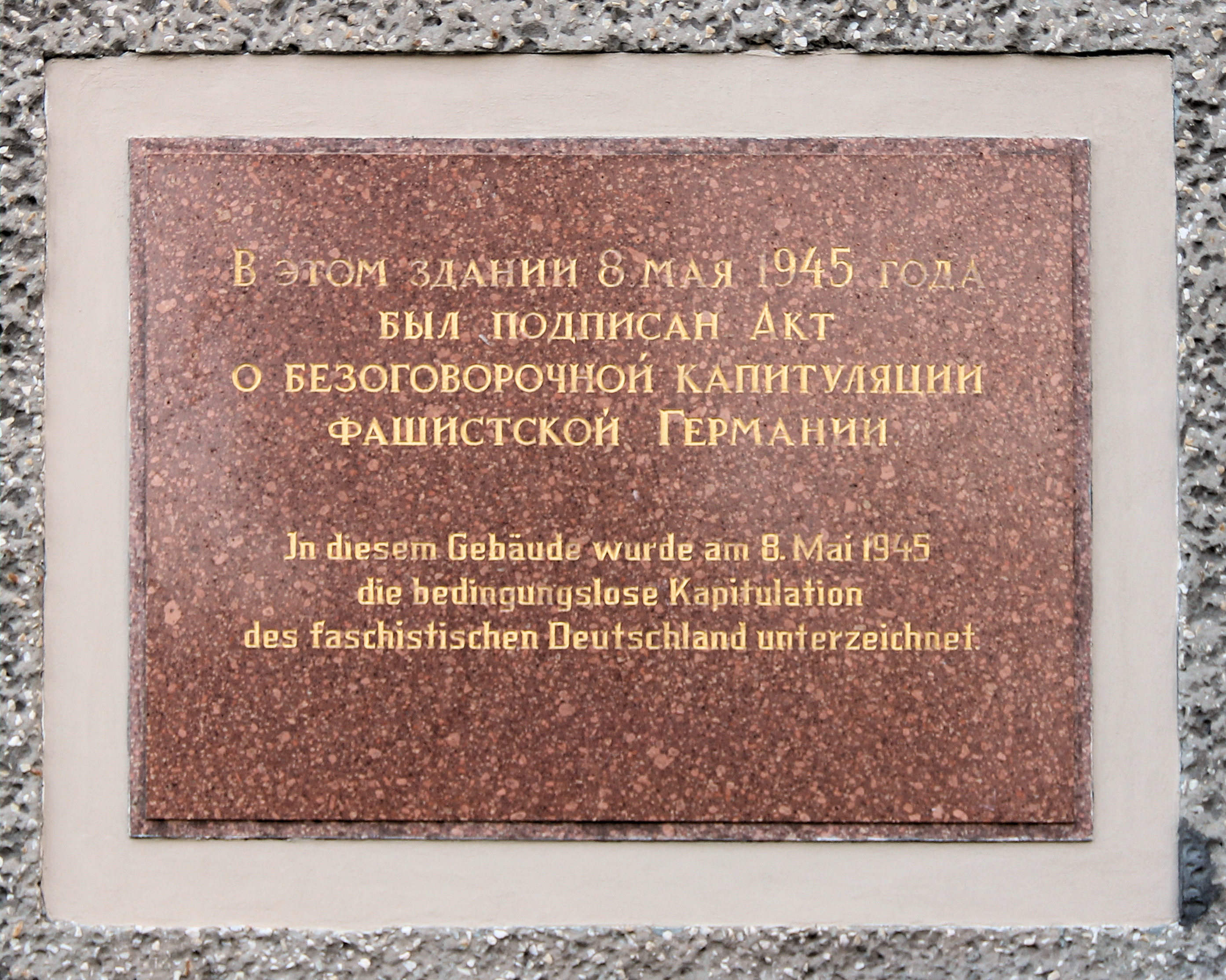
Gedenktafel am Gebäude des Museums Berlin-Karlshorst, dem ehemaligen Offizierskasino der Pionierschule (Zwieseler Straße 4)

Die Originale der Kapitulationsurkunden befanden sich nach Kriegsende zunächst im Besitz der USA, bevor sie 1968 nach Deutschland gelangten. Seitdem werden die englische und die russische Ausführung vom Militärarchiv in Freiburg, einer Abteilung des deutschen Bundesarchivs, aufbewahrt. Alle Ausfertigungen befinden sich als Faksimile im Museum Berlin-Karlshorst.

## Film
- 8. Mai 1945 – Unterzeichnung der Kapitulation Deutschlands: „Zu Lande, zu Wasser und in der Luft“, Zeitgeschichtliches Archiv des WDR (8. Mai 2005)
- Unterschriften unter die Kapitulationsurkunde am 8. Mai 1945, Museum Berlin-Karlshorst (ab 2:20 min)